# 오필리아과
오필리아과(Opiliaceae)는 속씨식물과의 하나이다. 10여 속, 수십 종으로 구성되어 있으며, 열대 목본식물이다. 몇몇 속은 기생 식물 종을 포함하고 있다. 개별 종의 수와 키 크기 면에서 가장 큰 속은 아고난드라속(Agonandra)으로 아메리카에 자생하는 유일한 속이다. 나머지 모든든 속은 구세계 열대 지역에서 널리 분포하여 자생한다.
이 과를 처음 기술한 이후, 분류학자들은 이 과를 보편적으로 인정하고 있다. 2003년의 APG II 분류 체계(1998년 APG 분류 체계에서 변한 게 없음) 또한 이 과를 인정했으며,  핵심진정쌍떡잎식물군의 단향목으로 분류하고 있다.

## 속
- Agonandra
- 안토볼루스속 (Anthobolus)
- Cansjera
- Champereia
- Gjellerupia
- Lepionurus
- Melientha
- Opilia
- Pentarhopalopilia
- Rhopalopilia
- Urobotrya